# Équipe d'Allemagne de l'Ouest de football à la Coupe du monde 1958
L'équipe d'Allemagne fédérale, tenante du titre, s'arrête en demi-finale de la coupe du monde de football 1958, battue par le pays hôte, puis elle perd même le match pour la troisième place face à la France et termine quatrième, comme l'Uruguay quatre ans plus tôt.

## Effectif
| Numéro / Nom       | Numéro / Nom            | Club               | Date de naissance | age             | J.              | Buts            |                 |                 |                 |
| Gardiens de but    | Gardiens de but         | Gardiens de but    | Gardiens de but   | Gardiens de but | Gardiens de but | Gardiens de but | Gardiens de but | Gardiens de but | Gardiens de but |
| ------------------ | ----------------------- | ------------------ | ----------------- | --------------- | --------------- | --------------- | --------------- | --------------- | --------------- |
| 1                  | Fritz Herkenrath        | Rot-Weiss Essen    | 09/09/1928        | 29 ans          | 5               | 0               | 0               | 0               | 0               |
| 22                 | Heinrich Kwiatkowski    | Borussia Dortmund  | 16/07/1926        | 31 ans          | 1               | 0               | 0               | 0               | 0               |
| 21                 | Günter Sawitzki         | VfB Stuttgart      | 22/11/1932        | 25 ans          | 0               | 0               | 0               | 0               | 0               |
| Défenseurs         |                         |                    |                   |                 |                 |                 |                 |                 |                 |
| 2                  | Herbert Erhardt         | Greuther Fürth     | 06/07/1930        | 27 ans          | 6               | 0               | 0               | 0               | 0               |
| 18                 | Rudolf Hoffmann         | VfB Stuttgart      | 11/02/1935        | 23 ans          | 0               | 0               | 0               | 0               | 0               |
| 3                  | Erich Juskowiak         | Fortuna Düsseldorf | 07/09/1926        | 31 ans          | 5               | 0               | 0               | 0               | 1               |
| 20                 | Hermann Nuber           | Kickers Offenbach  | 10/10/1935        | 22 ans          | 0               | 0               | 0               | 0               | 0               |
| 17                 | Karl-Heinz Schnellinger | SG Düren 99        | 31/03/1939        | 19 ans          | 2               | 0               | 0               | 0               | 0               |
| 7                  | Georg Stollenwerk       | FC Cologne         | 19/12/1930        | 27 ans          | 6               | 0               | 0               | 0               | 0               |
| 5                  | Heinz Wewers            | Rot-Weiss Essen    | 27/07/1927        | 30 ans          | 1               | 0               | 0               | 0               | 0               |
| Milieux de terrain |                         |                    |                   |                 |                 |                 |                 |                 |                 |
| 4                  | Horst Eckel             | FC Kaiserslautern  | 08/02/1932        | 26 ans          | 4               | 0               | 0               | 0               | 0               |
| 10                 | Alfred Schmidt          | Borussia Dortmund  | 05/09/1935        | 22 ans          | 2               | 0               | 0               | 0               | 0               |
| 16                 | Hans Sturm              | FC Cologne         | 03/09/1935        | 22 ans          | 1               | 0               | 0               | 0               | 0               |
| 6                  | Horst Szymaniak         | Wuppertal SV       | 29/08/1934        | 23 ans          | 6               | 0               | 0               | 0               | 0               |
| 9                  | Fritz Walter            | FC Kaiserslautern  | 31/10/1920        | 37 ans          | 6               | 0               | 0               | 0               | 0               |
| Attaquants         |                         |                    |                   |                 |                 |                 |                 |                 |                 |
| 14                 | Hans Cieslarczyk        | SV Sodingen        | 3.05.1937         | 21 ans          | 2               | 1               | 0               | 0               | 0               |
| 15                 | Alfred Kelbassa         | Borussia Dortmund  | 21/04/1925        | 33 ans          | 1               | 0               | 0               | 0               | 0               |
| 13                 | Bernhard Klodt          | Schalke 04         | 26/10/1926        | 31 ans          | 2               | 0               | 0               | 0               | 0               |
| 19                 | Wolfgang Peters         | Borussia Dortmund  | 08/01/1929        | 29 ans          | 0               | 0               | 0               | 0               | 0               |
| 8                  | Helmut Rahn             | Rot-Weiss Essen    | 16/08/1929        | 28 ans          | 6               | 7               | 0               | 0               | 0               |
| 11                 | Hans Schäfer            | FC Cologne         | 19/10/1927        | 30 ans          | 6               | 3               | 0               | 0               | 0               |
| 15                 | Uwe Seeler              | Hambourg SV        | 05/11/1936        | 21 ans          | 5               | 1               | 0               | 0               | 0               |
| Sélectionneur      |                         |                    |                   |                 |                 |                 |                 |                 |                 |
|                    | Josef Herberger         |                    | 28.03.1897        | 61 ans          |                 |                 |                 |                 |                 |

## Coupe du monde

### Premier tour
Groupe 1
| Date         | Équipe 1             | Équipe 2             | Résultat      | Buteurs                                             |
| 8 juin 1958  | Allemagne de l'Ouest | Argentine            | 3 - 1 (2 - 1) | Rahn 33e et 79e, Seeler 42e ; Corbatta 3e           |
| 11 juin 1958 | Tchécoslovaquie      | Allemagne de l'Ouest | 2 - 2 (2 - 0) | Dvořák 24e (pen), Zikán 42e ; Schäfer 60e, Rahn 70e |
| 15 juin 1958 | Irlande du Nord      | Allemagne de l'Ouest | 2 - 2 (1 - 1) | McParland 19e et 60e ; Rahn 21e, Seeler 79e         |

| Place | Équipe               | Points | J | G | N | P | Buts + | Buts - | Diff. |
| 1er   | Allemagne de l'Ouest | 4      | 3 | 1 | 2 | 0 | 7      | 5      | +2    |
| 2e    | Tchécoslovaquie      | 3      | 3 | 1 | 1 | 1 | 8      | 4      | +4    |
| 3e    | Irlande du Nord      | 3      | 3 | 1 | 1 | 1 | 4      | 5      | -1    |
| 4e    | Argentine            | 2      | 3 | 1 | 0 | 2 | 5      | 10     | -5    |

### Quart de finale
| Date         | Équipe 1             | Équipe 2    | Résultat      | Buteurs  |
| 19 juin 1958 | Allemagne de l'Ouest | Yougoslavie | 1 - 0 (1 - 0) | Rahn 12e |

### Demi-finale
| Date         | Équipe 1 | Équipe 2             | Résultat      | Buteurs                                          |
| 24 juin 1958 | Suède    | Allemagne de l'Ouest | 3 - 1 (1 - 1) | Skoglund 33e, Gren 50e, Hamrin 88e ; Schäfer 24e |

### Match pour la troisième place
| Date         | Équipe 1 | Équipe 2             | Résultat      | Buteurs                                                                                           |
| 28 juin 1958 | France   | Allemagne de l'Ouest | 6 - 3 (3 - 1) | Fontaine 16e, 36e, 78e et 89e, Kopa 27e (pen), Douis 50e ; Cieslarczyk 18e, Rahn 52e, Schäfer 84e |